# Corso Umberto I

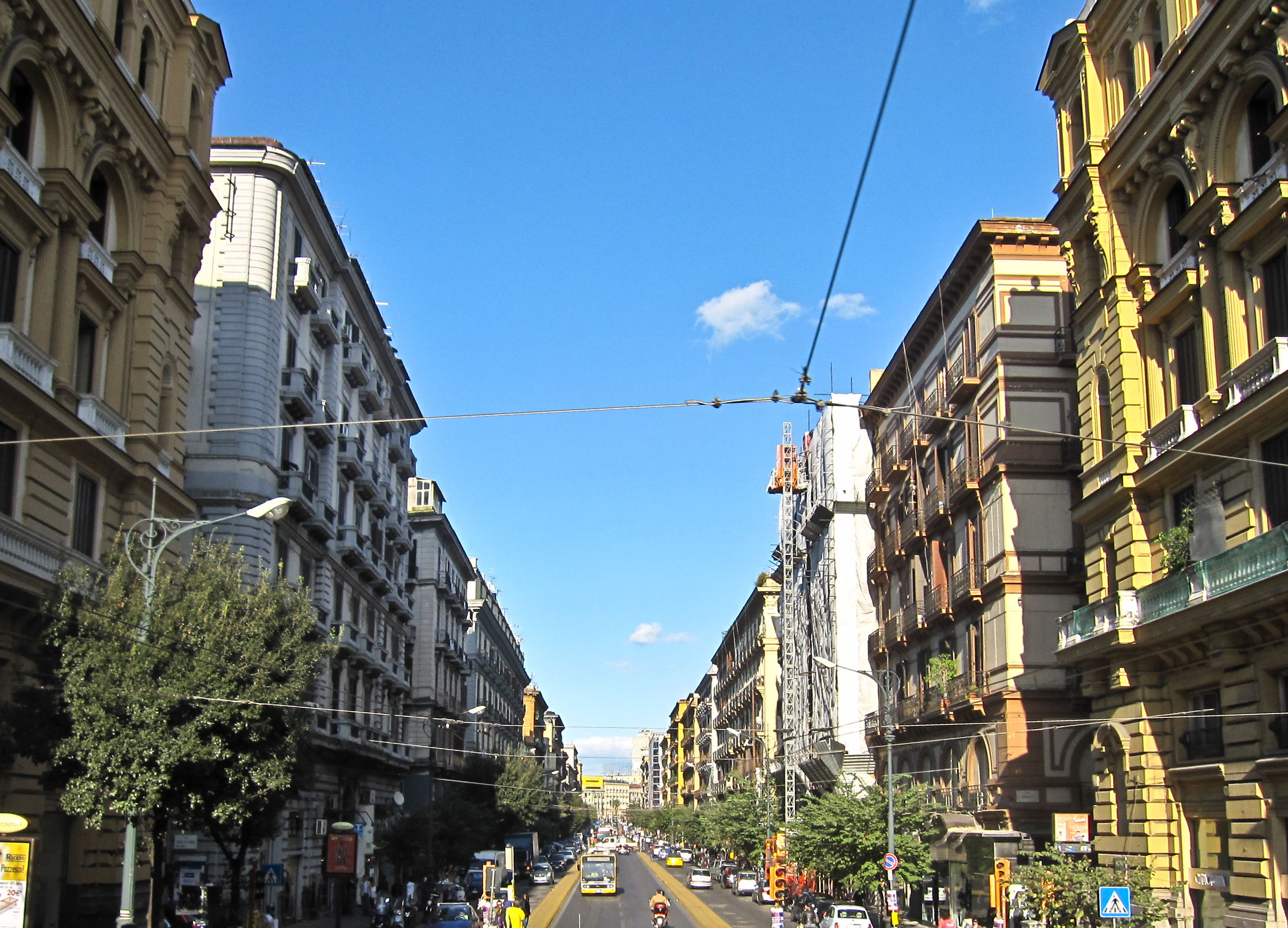
Le Corso Umberto I vers la Piazza Garibaldi.

Le Corso Umberto I (aussi connu sous le nom de Rettifilo) est une des rues historiques les plus récentes de Naples. D'une longueur de 1,3 km, la rue constitue une artère fondamentale qui unit le centre de la ville à la gare centrale.
La rue commence Piazza Giovanni Bovio (anciennement Piazza della Borsa) et continue droit jusqu'à la Piazza Garibaldi, où se trouve la gare centrale (en fait elle s'appelait auparavant Piazza della Ferrovia), en traversant la Piazza Nicola Amore, qui porte le nom du maire qui a été artisan du Risanamento.

## Histoire
Le Corso a été tracé pendant l'époque humbertine lors du Risanamento, qui a vu la démolition de quartiers entiers et de nombreux bâtiments, certains de grande valeur artistique ou religieuse, pour faire place à des palais modernes.
Ceci est arrivé aussitôt après l'épidémie de choléra qui a tué des milliers de personnes dans la ville, et que l'on a en partie attribuée à la structure urbanistique précédente, composée de ruelles étroites, peu aérées et souvent insalubres, dans lesquelles s'entassaient les uns sur les autres, des bâtiments de logements populaires démunis de tout confort, où les habitants logeaient par dizaines dans des appartements d'une ou deux chambres. 
La rue s'est construite à la fin du XIXe siècle selon les styles architecturaux éclectiques de l'époque, et a été inaugurée en 1894. En 1897 le conseil communal a décidé que la rue s'appellerait Corso Re d'Italia. Le nom de la rue serait ensuite changé en faveur du roi Umberto I,.
D'après beaucoup de critiques, la rue, qui était censée représenter la nouvelle Naples dans l'Italie unifiée, a surtout été un symbole de l'hypocrisie couvrant de honte des quartiers populaires, qui persistaient derrière les façades des beaux palais, sans compter la destruction d'une grande quantité de bâtiments historiques de grande importance artistique.

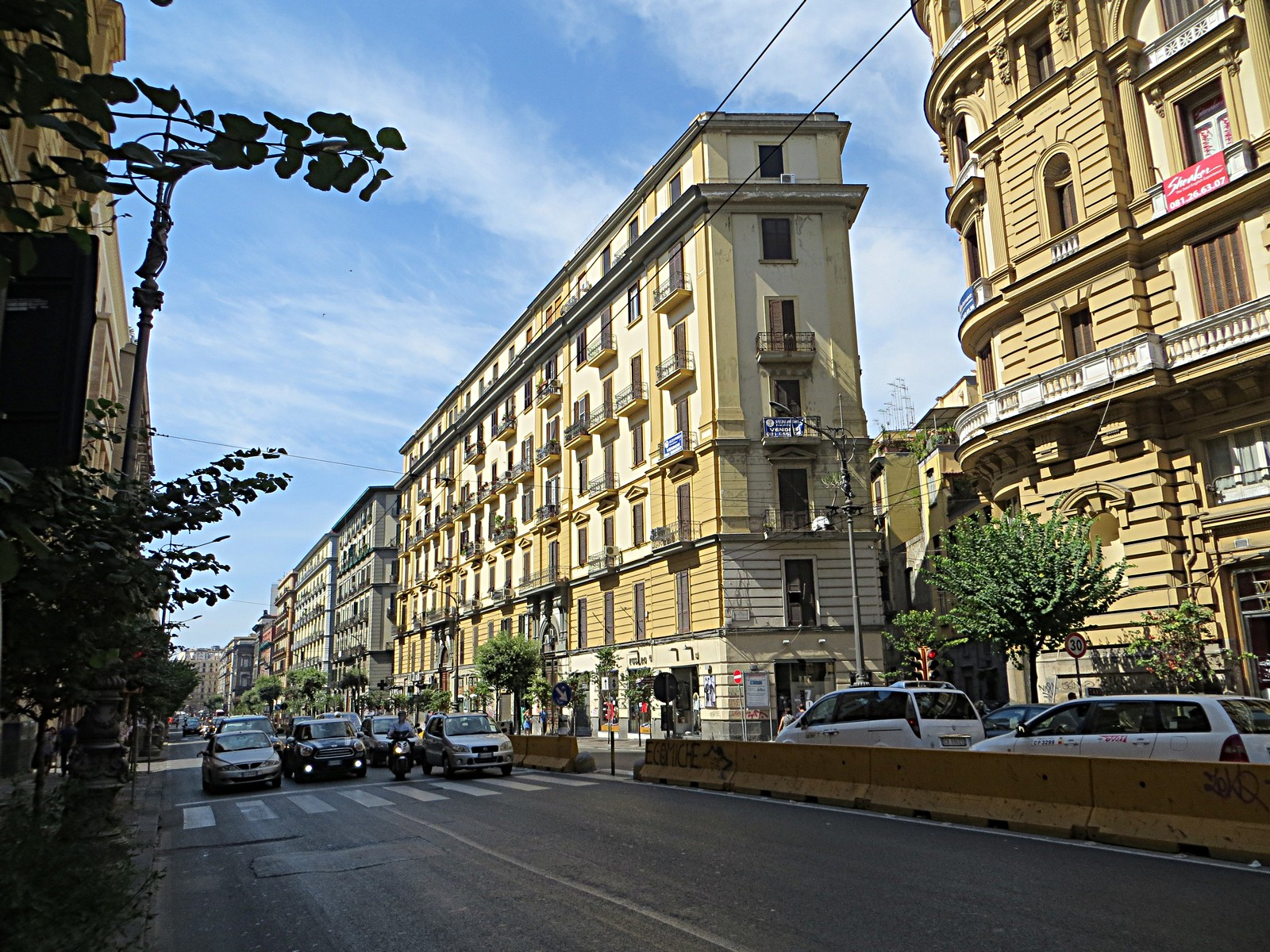
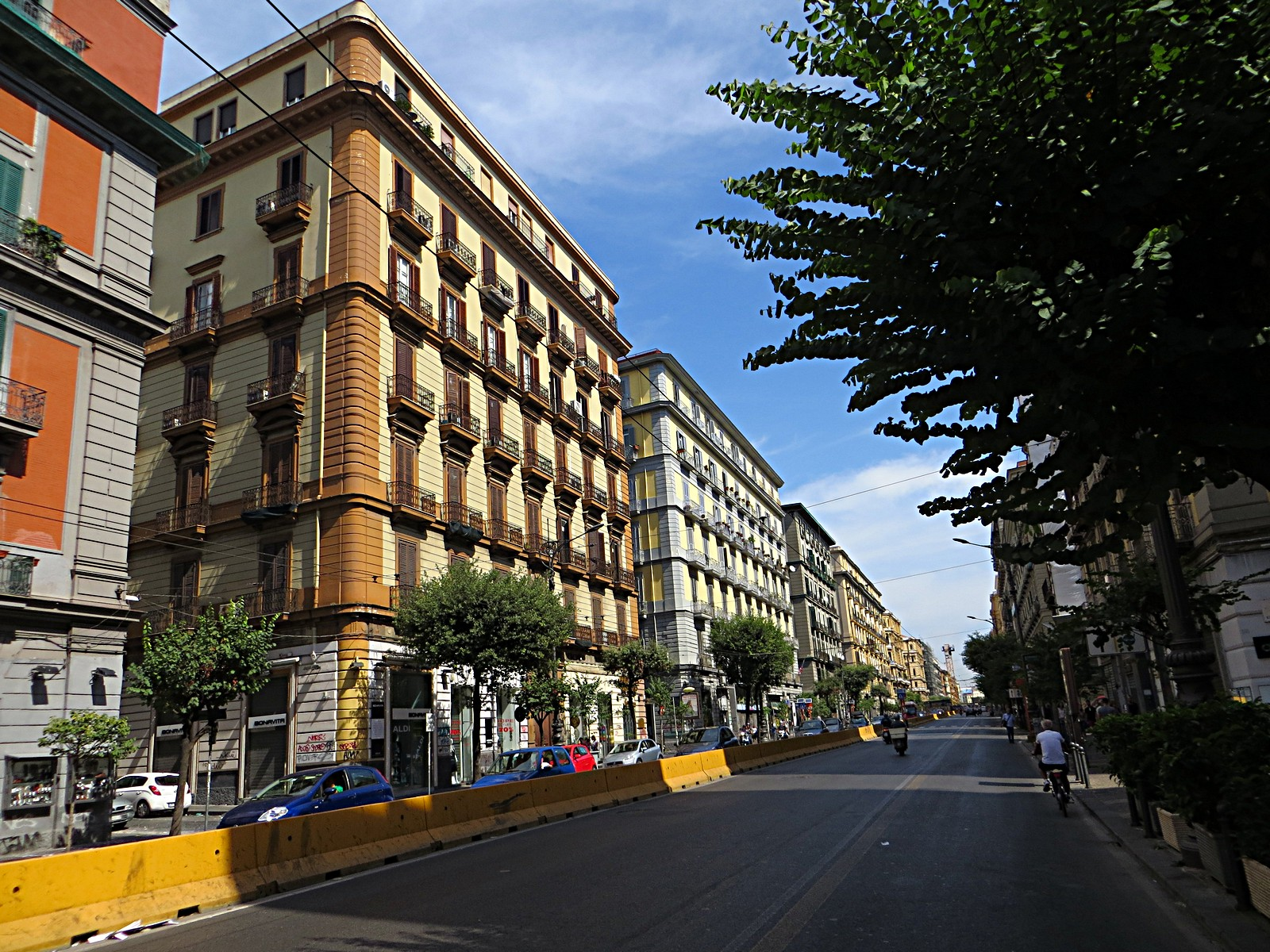
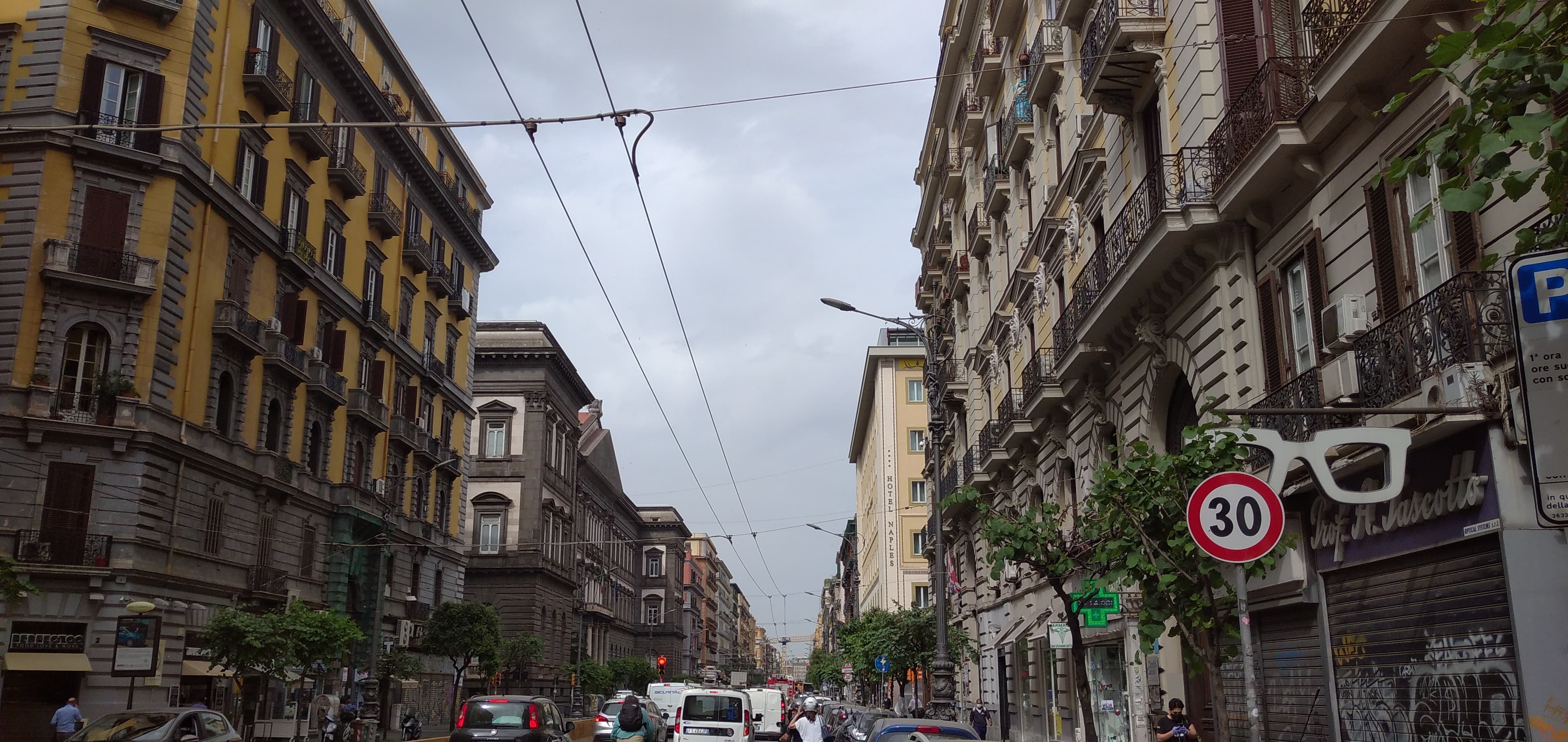

## Description

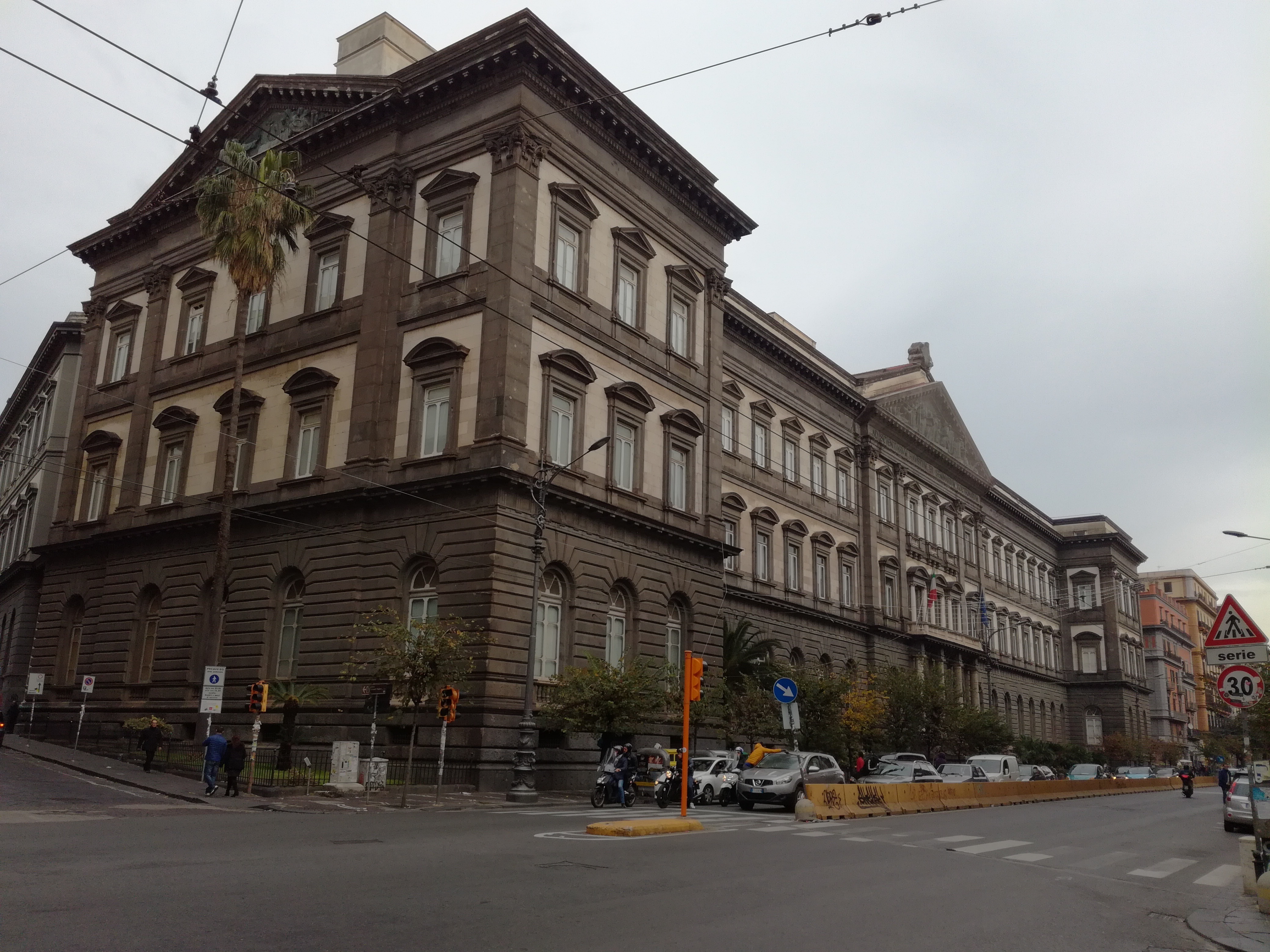
La Faculté de Droit Federico II.

Après la Piazza Bovio le premier bâtiment important est l'Église Saint Pierre Martyre, d'époque angevine, mais remodelée en style baroque, puis la statue de l'homme politique du XIXè siècle Ruggiero Bonghi, réalisée en 1900 par Enrico Mossuti. Près cette place la rue se croise avec la Via Mezzocannone, la rue de l'Université.

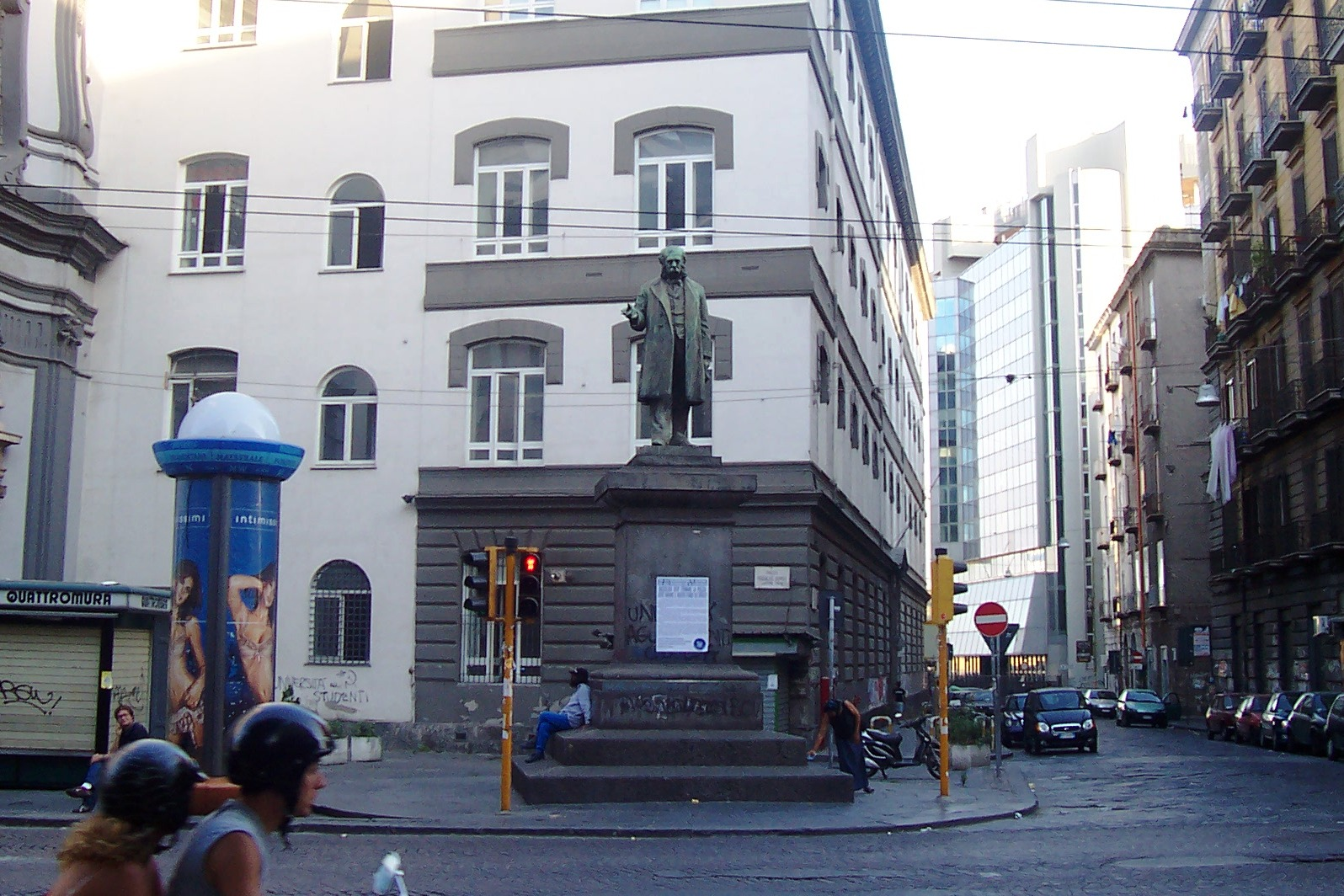
La statue de Ruggiero Bonghi.

Passé cette rue, à gauche se trouve le majestueux bâtiment de l'Université Federico II de Naples, et sa façade éclectique.
Postérieurement, sur la droite s'ouvre le Borgo Orefici, appelé ainsi par la présence encore aujourd'hui de nombreuses boutiques d'orfèvrerie de grande qualité, qui se caractérise par un labyrinthe de rues descendant à Via Marina.
Dans le croisement avec la via Duomo est située la Piazza Nicola Amore, l'unique grande place qui se trouve dans le parcours. Aux alentours, passée la place, se trouve à gauche l'Église de San Augustin de la Ceca et le quartier de Forcella, alors qu'à droite est la zone de la place du Marché.
À la gauche de la rue est l'Église de Sainte Marie l'Egyptienne a Forcella, près laquelle s'élève la basilique della Santissima Annunziata Maggiore avec l'hôpital annexe. Avant d'arriver à la Piazza Garibaldi, sur la gauche donne l'une des entrées de la basilique de San Pietro ad Aram.